# Paweł Kuczyński
Pawel Kuczynski (nasceu em 1976, Szczecin), é um desenhista e pintor polaco especializado em sátira e critíca.
Em 2002 graduou-se no Departamento de Artes Gráficas da Academia de Belas Artes de Poznan.
Membro da Associação dos Artistas poloneses.
Em 2004 Kuczynski, interessou-se por desenhos satíricos, desde então, ganhou um número recorde de competições internacionais de desenhos satíricos na Polônia e no exterior, como na Bélgica, Brasil, China, Colômbia, República Checa, Irã, Itália, Japão, Coreia do Sul, Portugal, Roménia, Rússia, Sérvia, Eslováquia, Espanha, Síria, Taiwan, Turquia e o Estados Unidos. Somente em 2010, ganhou 19 prêmios, incluindo o 2.º prémio no 49.º Festival Internacional de Desenhos animados Knokke, em Heist, o 1.º prémio no Concurso Internacional de Cartoons na Croácia, 2.º prémio no Fórum Internacional de Humor Visual Karikaturum na Rússia, Medalha de Prata no 9.º Congresso Internacional de Cartoonistas de Quioto no Japão, 1.º prémio na 16.ª Bienal de Caricatura em Vercelli na Itália), Medalha de Prata no Concurso Internacional de Cartoons 19 Daejon na Coreia do Sul, 1.º prémio no "Braila 2010", 5.º Concurso Internacional de Desenho Animado na Roménia, 1.º prémio na 1.º Exposição dos desenhos animados Sofia International 2010 na Bulgária, 1.º prémio no Festival Internacional de Cartoon 'Limpar Look' de 2010 na Rússia, 1.º prémio no Concurso de desenhos animados seletiva na Hungria, e uma distinção na concessão dos desenhos animados das Nações Unidas. Em 2010, Kuczyński também recebeu uma distinção no Concurso do Cartoon de Chopin Smile, organizado pelo Museu da Caricatura e Cartoon Art, em Varsóvia.
Os prémios que o artista tem recebido justificam-se pelo fato da temática do seu trabalho ser universal, abordando a desigualdade racial, a fome, a poluição do ambiente e a falta de liberdade, por exemplo, temas estes que fazem parte do quotidiano de qualquer país.[carece de fontes?]